# Hørdum Kirke
I Hørdum Kirke findes den eneste sten i Danmark med gengivelse af nordiske myter.

## Hørdumstenen
Under restaurering af kirken i 1954 fandt man "Thorstenen" eller Hørdumstenen, som nu står i våbenhuset. Den var nedlagt som trappesten. På stenen er med helleristning gengivet historien om Thors fisketur efter Midgårdsormen.

## Eksterne kilder og henvisninger
- Wikimedia Commons har flere filer relateret til Hørdum Kirke
- Hørdum Kirke hos KortTilKirken.dk
- Hørdum kirke i bogværket Danmarks Kirker (udg. af Nationalmuseet)